# Rezerwat przyrody Jezioro Fletnowskie
Rezerwat przyrody „Jezioro Fletnowskie” – krajobrazowy rezerwat przyrody w Nadwiślańskim Parku Krajobrazowym, położony niedaleko wsi Fletnowo na terenie gminy Dragacz (powiat świecki, województwo kujawsko-pomorskie).
Rezerwat zajmuje powierzchnię 25,21 ha i jest objęty ochroną ścisłą. Sklasyfikowany według przedmiotu ochrony jako rezerwat utworów tektonicznych i erozyjnych. Powstał na mocy zarządzenia Ministra Ochrony Środowiska, Zasobów Naturalnych i Leśnictwa z dnia 11 grudnia 1995 roku (MP Nr 5, poz. 44). Celem ochrony jest zachowanie ze względów naukowych i dydaktycznych unikatowej pod względem geomorfologicznym rynny Jeziora Fletnowskiego (Rynny Fletnowskiej), przecinającej południkowo Basen Grudziądzki.
Powierzchnia jeziora wynosi około 7,5 ha.
Rezerwat podlega Nadleśnictwu Dąbrowa i chroni m.in. zespoły roślinne: mszaru paprociowo-trzcinowego, olsu torfowego, turzycy prosowatej, rzęsy i spirodeli wielokorzeniowej.